# گمینا شدلیسکو
گمینا شدلیسکو (به لهستانی:  Gmina Siedlisko) یک گمینا در لهستان است که در شهرستان نووا سول واقع شده‌است. گمینا شدلیسکو ۹۲٫۱۹ کیلومتر مربع مساحت و ۳٬۴۹۲ نفر جمعیت دارد.